# NK Petrovci
NK Petrovci je hrvatski nogometni klub iz Petrovaca.
Trenutno se natječe se u 3. ŽNL Vukovarsko-srijemskoj NS Vukovar.

## Povijest
Klub je osnovan 1925. godine. Raniji nazivi kluba bili su NK Zvijezda (NK Zvezda) i NK Hvizda („hvizda” na rusinskome znači zvijezda).

### Plasmani kluba kroz povijest
| Sezona      | Liga                                   | Plasman    |
| ----------- | -------------------------------------- | ---------- |
| 1998./99.   | 2. ŽNL Vukovarsko-srijemska            | 13. mjesto |
| 1999./2000. | 2. ŽNL Vukovarsko-srijemska            | 9. mjesto  |
| 2000./01.   | 2. ŽNL Vukovarsko-srijemska            | 16. mjesto |
| 2001./02.   | 2. ŽNL Vukovarsko-srijemska Grupa A    | 11. mjesto |
| 2002./03.   | 2. ŽNL Vukovarsko-srijemska Grupa A    | 16. mjesto |
| 2003./04.   | 3. ŽNL Vukovarsko-srijemska Grupa B    |            |
| 2004./05.   | 3. ŽNL Vukovarsko-srijemska Grupa B    |            |
| 2005./06.   | 3. ŽNL Vukovarsko-srijemska Grupa B    | 8. mjesto  |
| 2006./07.   | 3. ŽNL Vukovarsko-srijemska NS Vukovar | 8. mjesto  |
| 2007./08.   | 3. ŽNL Vukovarsko-srijemska NS Vukovar | 7. mjesto  |
| 2008./09.   | 3. ŽNL Vukovarsko-srijemska NS Vukovar | 5. mjesto  |
| 2009./10.   | 3. ŽNL Vukovarsko-srijemska NS Vukovar | 5. mjesto  |
| 2010./11.   | 3. ŽNL Vukovarsko-srijemska NS Vukovar | 3. mjesto  |
| 2011./12.   | 3. ŽNL Vukovarsko-srijemska NS Vukovar | 3. mjesto  |
| 2012./13.   | 3. ŽNL Vukovarsko-srijemska NS Vukovar | 3. mjesto  |
| 2013./14.   | 3. ŽNL Vukovarsko-srijemska NS Vukovar | 5. mjesto  |
| 2014./15.   | 3. ŽNL Vukovarsko-srijemska NS Vukovar | 8. mjesto  |
| 2015./16.   | 3. ŽNL Vukovarsko-srijemska NS Vukovar | 6. mjesto  |
| 2016./17.   | 3. ŽNL Vukovarsko-srijemska NS Vukovar | 3. mjesto  |

## Vanjske poveznice
- Panoramio.com: Fotografija ulaza na stadion NK Petrovci  Arhivirana inačica izvorne stranice od 6. ožujka 2016. (Wayback Machine)
- Panoramio.com: Grb NK Petrovci  Arhivirana inačica izvorne stranice od 6. ožujka 2016. (Wayback Machine)
- Facebook NK Petrovci